# Les églantines sont peut-être formidables
Albums de Brigitte Fontaine
Vous et nous
(1977) French corazon
(1988)
Les églantines sont peut-être formidables est le neuvième album de la chanteuse et poète française Brigitte Fontaine accompagnée par le musicien Areski Belkacem, sorti en 1980.
Cet album, publié en 33 tours chez Saravah, est aujourd'hui renié par Brigitte Fontaine. Elle a toujours refusé sa réédition en CD. Cependant le titre « L'éternel retour » se retrouve dans une version alternative sur la réédition CD de l'album Brigitte Fontaine en 2002,
le titre « Le Light Show » (qui évoque la légende de la ville d'Ys) figure dans le coffret de la chanteuse Plans fixes paru en 2002, et le disque entier a fait l'objet d'une réédition en CD au Japon en octobre 2008, sur le label Columbia Music Entertainment. 
C'est le cinquième et dernier des albums attribués au tandem Areski-Fontaine ainsi que le dernier disque de Brigitte Fontaine paru sur le label Saravah.
« Baby Boum-Boum » a été réenregistré en duo avec Noir Désir sur l'album Kékéland en 2001, dans une version nettement plus rock'n roll.
L'orchestration est signée Mimi Lorenzini (qui avait été le guitariste du groupe de rock progressif  Triangle) et interprétée par le groupe Édition Spéciale.
Brigitte Fontaine a déclaré ne pas la supporter (« à la limite de la disco »). Par contre des extraits des textes des Églantines figurent fréquemment dans ses recueils de citations et elle-même en cite durant ses prestations scéniques. 

## Liste des titres
| No | Titre                                                 | Durée |
| -- | ----------------------------------------------------- | ----- |
| 1. | Le ménage                                             |       |
| 2. | L'éternel retour                                      |       |
| 3. | La traversée                                          |       |
| 4. | Le light show                                         |       |
| 5. | La vache                                              |       |
| 6. | Pif                                                   |       |
| 7. | Tout le monde se rappelle peut-être de quoi il s'agit |       |
| 8. | La maison du café                                     |       |
| 9. | Baby boum-boum                                        |       |

## Musiciens
- Mimi Lorenzini : Guitare électrique et guitare acoustique Guild
- Thierry Tamain : Piano acoustique, piano électrique Fender, orgue Hammond
- Anne Ballester : Piano électrique Fender, Synthétiseurs A.R.P. et Odyssey Oberheim polyphonique
- Frank Raholison : Batterie, percussion
- Emmanuel Binet : Guitare basse
- Kakino Depaz : Kanoune (cithare arabe)